# 생연초등학교
생연초등학교는 대한민국 경기도 동두천시에 있는 공립 초등학교이다.

## 연혁
- 1969년 3월 1일 개교(16학급), 초대 윤표영 교장 취임
- 1981년 3월 9일 병설유치원 개원
- 1983년 2월 5일 특수학급 인가(1학급)
- 1984년 5월 12일 전용과학실 설치 운영
- 1986년 3월 1일 병설유치원 1학급 증설(유치원 2학급)
- 2008년 3월 1일 교육과학기술부 디지털 영어교재 실험학교 운영
- 2008년 7월 1일 보육교실 설치
- 2008년 11월 12일 영어체험학습장 개관
- 2009년 8월 25일 급식실 신축
- 2012년 1월 15일 후문 진입로 정비
- 2012년 2월 28일 과학실험실 현대화 사업
- 2013년 2월 3일 학교 창호 교체 공사
- 2013년 9월 1일 제14대 황효출 교장 취임
- 2014년 2월 18일 제45회 졸업식(졸업생 누계: 7,730명)
- 2014년 3월 1일 19학급 운영(특수학급2, 유치원3) 501명